# Lomné
Lomné je obec na Slovensku v okrese Stropkov ležící na břehu vodní nádrže Veľká Domaša. Žije zde 236 obyvatel. První zmínka o obci je z roku 1369.

## Poloha
Obec se nachází v Nízkých Beskydech v Ondavské vrchovině, na severozápadním břehu vodní nádrže Velká Domaša v nivě řeky Ondavy a potoka Lomnianky. Střed obce leží v nadmořské výšce 170 m n. m. a je vzdálen 12 km od Stropkova.
Sousedními obcemi jsou na severu Nižná Olšava, na severovýchodě Miňovce, na východě a jihovýchodě Turany nad Ondavou, na jihu Bžany, na jihozápadě Ruská Voľa a na západě a severozápadě Kručov.

## Historie
Obec byla založena před rokem 1347 podle německého práva, první starosta se jmenoval Petr. V letech 1347 a 1357 byla vesnice přepadena a zapálena statkářem Lorandem. V roce 1369 patřila obec, tehdy zvaná Lomná, k panství hradu Čičava, později byla majetkem Barkóczyů a Csákyů.
V roce 1715 zde bylo 16 opuštěných a šest obydlených domácností. V roce 1787 měla obec 38 domů a 271 obyvatel, v roce 1828 zde bylo 58 domů a 432 obyvatel, kteří se živili pastevectvím, zemědělstvím a lesnictvím.
Do roku 1918 patřila obec, která ležela v okrese Semplín, k Uherskému království a poté k Československu (dnes Slovensko). Obyvatelé se zúčastnili Slovenského národního povstání. Po druhé světové válce bylo v roce 1958 založeno místní Jednotné zemědělské družstvo (zkráceně JRD) a někteří obyvatelé dojížděli za prací do průmyslových oblastí ve Stropkově.

## Obyvatelstvo
Podle sčítání lidu z roku 2011 žilo v Lomném 268 obyvatel, z toho 220 Slováků, 21 Rusů a 4 Češi. 23 obyvatel neuvedlo svou etnickou příslušnost.
K řeckokatolické církvi se hlásí 157 obyvatel, k římskokatolické 40 obyvatel a k pravoslavné 34 obyvatel. Čtyři obyvatelé byli bez vyznání a u 33 obyvatel nebylo vyznání určeno.

## Památky
- Řeckokatolický chrám svatého Archanděla Michaela z 18. století.[3]